# Amadeo Bordiga

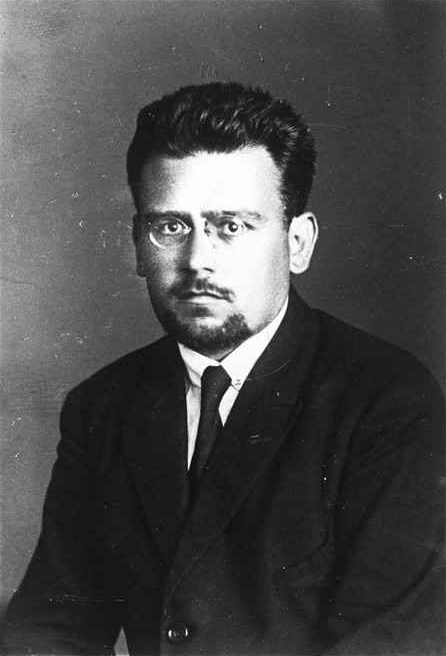
Amadeo Bordiga

Amadeo Bordiga (1889 - 1970) was een Italiaans socialist die zich na de Russische Revolutie bekeerde tot het communisme, en het leninisme in bijzonder. In 1920 richt Bordiga de Frazione Comunista Astensionista Del PSI op, een splinterbeweging binnen de Partito Socialista Italiano. In 1921 vormt deze beweging samen met de mensen rond het tijdschrift L'Ordine nuovo, de basis voor de eerste Italiaanse communistische partij PCI. In 1930 werd Bordiga vanwege beschuldigingen van trotskisme uit de Italiaanse communistische partij gezet.
- Bibsys: 10025645
- Biblioteca Nacional de España: XX862189
- Bibliothèque nationale de France: cb118929595 (data)
- Catàleg d'autoritats de noms i títols de Catalunya: 981058516651906706
- CiNii: DA08027055
- Gemeinsame Normdatei: 119427249
- International Standard Name Identifier: 0000 0000 8344 4088
- Library of Congress Control Number: n79021866
- Nationale Bibliotheek van Israël: 987007276532605171
- Nationale en Universitaire bibliotheek Zagreb: 000150086
- Nederlandse Thesaurus van Auteursnamen: 069463700
- Istituto Centrale per il Catalogo Unico: CFIV067792
- Système universitaire de documentation: 026739623
- Virtual International Authority File: 68925930
- WorldCat: E39PBJrgKt7pjgpjP3mfxxXPQq